# Riverview (Wisconsin)
Riverview es un pueblo ubicado en el condado de Oconto en el estado estadounidense de Wisconsin. En el Censo de 2010 tenía una población de 725 habitantes y una densidad poblacional de 3,9 personas por km².

## Geografía
Riverview se encuentra ubicado en las coordenadas 45°15′6″N 88°25′20″O / 45.25167, -88.42222. Según la Oficina del Censo de los Estados Unidos, Riverview tiene una superficie total de 185.84 km², de la cual 180.74 km² corresponden a tierra firme y (2.75%) 5.1 km² es agua.

## Demografía
Según el censo de 2010, había 725 personas residiendo en Riverview. La densidad de población era de 3,9 hab./km². De los 725 habitantes, Riverview estaba compuesto por el 97.1% blancos, el 0% eran afroamericanos, el 1.1% eran amerindios, el 0.14% eran asiáticos, el 0% eran isleños del Pacífico, el 0.28% eran de otras razas y el 1.38% pertenecían a dos o más razas. Del total de la población el 0.55% eran hispanos o latinos de cualquier raza.